# UGC 7342
UGC 7342 è una galassia dal nucleo galattico attivo situata in direzione della costellazione della Chioma di Berenice alla distanza di 630 milioni di anni luce dalla Terra. Al centro della galassia è presente un buco nero supermassiccio.
Recenti osservazioni sono state effettuate tramite il telescopio spaziale Hubble su UGC 7342 ed altre sette galassie con caratteristiche simili permettendo di evidenziare strutture filamentose estese per migliaia di anni luce, illuminate dalla radiazione che emerge dal nucleo galattico attivo cioè un quasar generato dal buco nero supermassiccio. Alcuni elementi presenti nei filamenti, come l'ossigeno, l'elio, l'azoto, lo zolfo e il neon, assorbono la luce del quasar e la riemettono lentamente nel corso di migliaia di anni; il loro colore verde brillante è principalmente dovuto all'ossigeno ionizzato.

## Galleria d'immagini

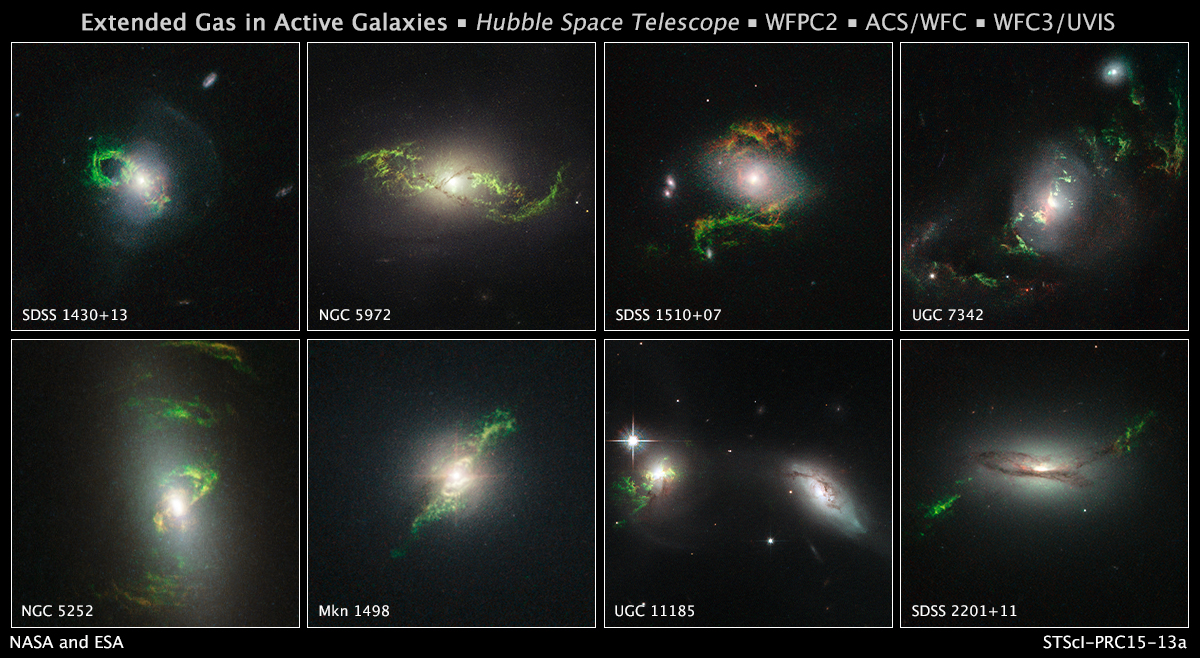
UGC 7342 e le altre sette galassie attive studiate da HST
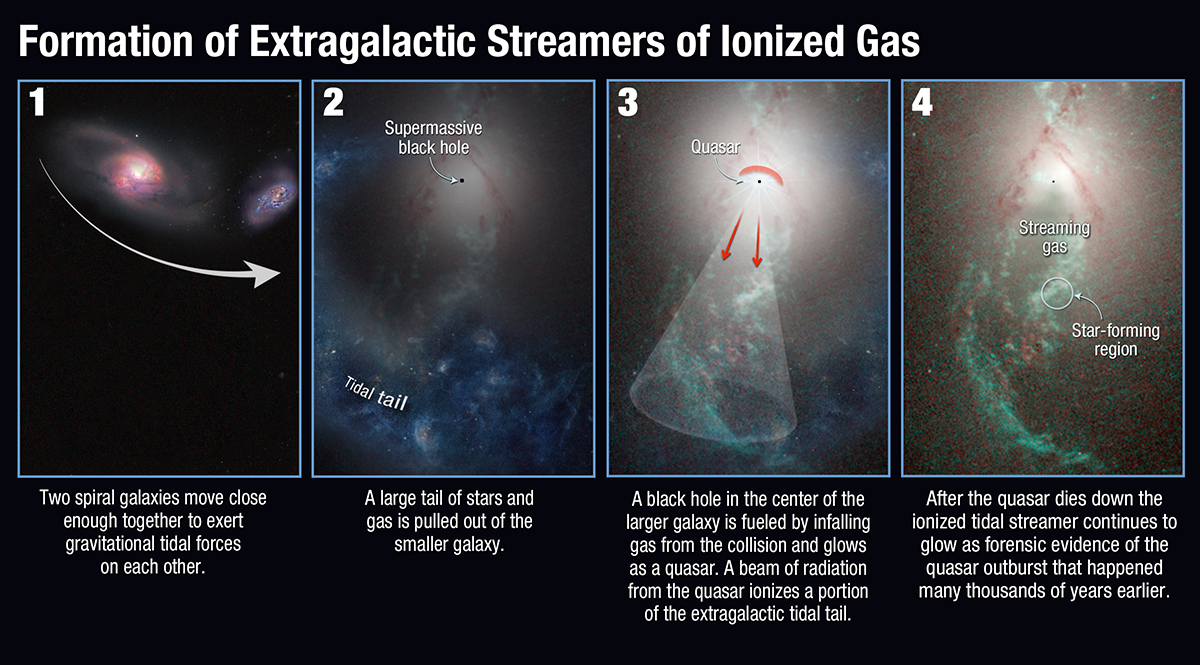
Visual from NASA Explaining Filament Formation of Ionized Gas